# Янош Ровньяї
Янош Ровньяї (угор. János Rovnyai; нар. 28 червня 1951, Леаньфалу, медьє Пешт) — угорський борець вільного та греко-римського стилів, срібний призер чемпіонату Європи з вільної боротьби, бронзовий призер чемпіонату світу, чемпіон Європи, учасник Олімпійських ігор у змаганнях з греко-римської боротьби.

## Життєпис
Виступав за спортивний клуб MTK, Будапешт.

## Спортивні результати на міжнародних змаганнях

### Виступи на Олімпіадах
| Змагання                    | Збірна   | Вагова категорія                     | Місце |
| --------------------------- | -------- | ------------------------------------ | ----- |
| Літні Олімпійські ігри 1976 | Угорщина | греко-римська боротьба, понад 100 кг | 6     |

### Виступи на Чемпіонатах світу
| Змагання                        | Збірна   | Вагова категорія                     | Місце  |
| ------------------------------- | -------- | ------------------------------------ | ------ |
| Чемпіонат світу з боротьби 1974 | Угорщина | греко-римська боротьба, понад 100 кг | Бронза |
| Чемпіонат світу з боротьби 1975 | Угорщина | греко-римська боротьба, понад 100 кг | 5      |
| Чемпіонат світу з боротьби 1977 | Угорщина | греко-римська боротьба, понад 100 кг | 5      |
| Чемпіонат світу з боротьби 1978 | Угорщина | греко-римська боротьба, понад 100 кг | 6      |
| Чемпіонат світу з боротьби 1981 | Угорщина | греко-римська боротьба, понад 100 кг | 4      |
| Чемпіонат світу з боротьби 1982 | Угорщина | греко-римська боротьба, понад 100 кг | 6      |

### Виступи на Чемпіонатах Європи
| Змагання                         | Збірна   | Вагова категорія                     | Місце  |
| -------------------------------- | -------- | ------------------------------------ | ------ |
| Чемпіонат Європи з боротьби 1975 | Угорщина | греко-римська боротьба, понад 100 кг | Золото |
| Чемпіонат Європи з боротьби 1977 | Угорщина | греко-римська боротьба, понад 100 кг | 4      |
| Чемпіонат Європи з боротьби 1979 | Угорщина | греко-римська боротьба, понад 100 кг | 6      |
| Чемпіонат Європи з боротьби 1980 | Угорщина | греко-римська боротьба, понад 100 кг | 7      |
| Чемпіонат Європи з боротьби 1981 | Угорщина | греко-римська боротьба, понад 100 кг | 4      |
| Чемпіонат Європи з боротьби 1982 | Угорщина | вільна боротьба, понад 100 кг        | Срібло |
| Чемпіонат Європи з боротьби 1982 | Угорщина | греко-римська боротьба, понад 100 кг | 5      |
| Чемпіонат Європи з боротьби 1984 | Угорщина | вільна боротьба, понад 100 кг        | 7      |

### Виступи на Кубках світу
| Змагання                    | Збірна   | Вагова категорія                     | Місце |
| --------------------------- | -------- | ------------------------------------ | ----- |
| Кубок світу з боротьби 1982 | Угорщина | греко-римська боротьба, понад 100 кг | 4     |